# Pete Hamilton

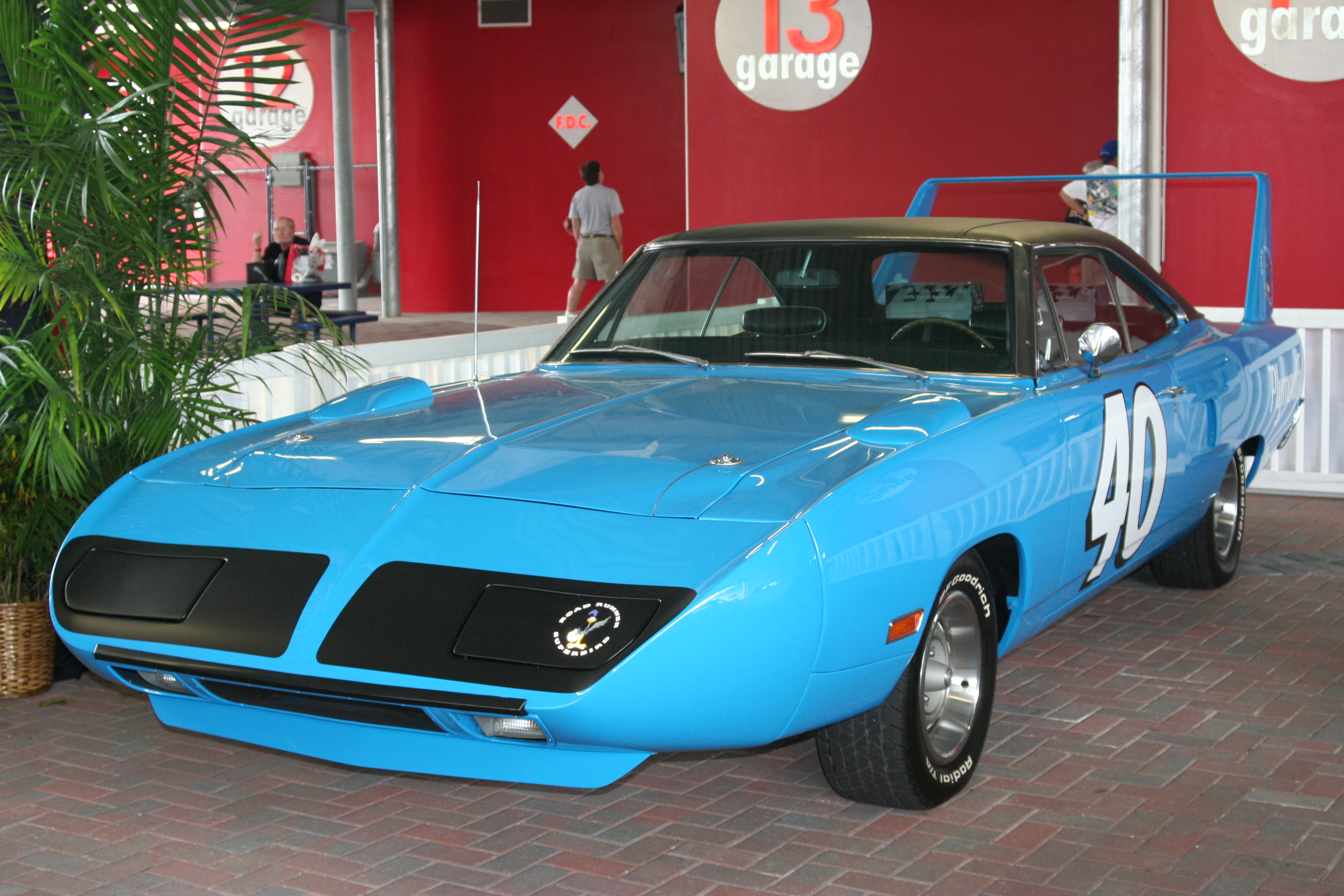
Een straatreplica van Pete Hamiltons Plymouth Superbird, waarmee hij in 1970 de Daytona 500 won

Pete Hamilton (Newton, Massachusetts, 20 juli 1942 - 22 maart 2017) was een  Amerikaans autocoureur. Hij reed tussen 1968 en 1973 in de NASCAR Winston Cup. In 1970 won hij de Daytona 500.

## Carrière
Hamilton debuteerde in 1968 in de National Series, de hoofdklasse in de NASCAR die vanaf 1971 tot Winston Cup herdoopt werd. Hij finishte in zijn eerste jaar drie keer in de top vijf en won op het einde van het seizoen de trofee "rookie of the year" als beste debutant. In 1970 won hij drie races, de Daytona 500 en twee races op de Talladega Superspeedway, de Alabama 500 en de Talladega 500. In 1971 won hij een van de twee Daytona kwalificatieraces. Hij reed in 1973 zijn laatste race in de Winston Cup en hield ermee op vanwege problemen met een nekletsel opgelopen tijdens een race in 1969.
Hamilton werd 74 jaar oud.